# Antony Hewish
Antony Hewish   (Fowey, 11 de maig de 1924 - 13 de setembre de 2021) va ser un astrònom còrnic. Fou guardonat amb el Premi Nobel de Física de l'any 1974, juntament amb Martin Ryle —esdevingueren els primers astrònoms en rebre'l— pels seus treballs sobre radioastronomia i sobre els púlsars.

## Biografia
Va néixer l'11 de maig de 1924 a la població anglesa de Fowey, situada al comtat de Cornualla. Estudià a la Universitat de Gonville i al Caius College de la Universitat de Cambridge, però el seu doctorat es veié aturat per la seva participació en la Segona Guerra Mundial. Durant la seva estada a l'exèrcit britànic va conèixer Martin Ryle, amb el qual col·laborà a la Universitat de Cambridge a partir de 1946 al Laboratori Cavendish. Finalment es doctorà el 1952 a la mateixa universitat.
Membre de la Royal Society des de 1958, entre 1971 i 1989 fou nomenat professor d'astronomia al Laboratori Cavendish, esdevenint cap del Mullard Radio Astronomy Observatory entre 1982 i 1988.

## Recerca científica
Al costat de Ryle Hewish va realitzar avanços pràctics i teòrics en l'observació i l'explotació dels centelleigs evidents de les fonts de ràdio a causa de la seva radiació que afectava sobre plasma.
Aquestes investigacions el van conduir a la construcció del Interplanetary Scintillation Array, un telescopi pel mesurament de les ones de ràdio i el centelleig interestel·lar construït a les instal·lacions de l'Observatori d'Astronomia de Mullard a Cambridge. Durant la realització d'aquest projecte, una de les seves col·laboradores, Jocelyn Bell, aconseguí detectar una font de ràdio primària que posteriorment s'anomenà púlsar.
El 1974 fou guardonat amb el Premi Nobel de Física, juntament amb Martin Ryle, per la seva recerca, pionera, en radioastronomia, i en el seu paper decisiu en la descoberta dels púlsars, sents els primers astrònoms a aconseguir aquesta distinció. El premi, però, no estigué exempt de polèmica, ja que s'obvià el nom de Jocelyn Bell en el reconeixement Nobel i fou durament condemnat per l'astrofísic Fred Hoyle. En canvi altres autors van veure en el Premi Nobel concedit el reconeixement als treballs en radioastronomia per part d'ambdós científics, fent una menció especial en la teoria de la síntesi d'obertura per part de Ryle i en els púlsar per part de Hewish.